# David Sambissa
David Sambissa, né le 7 décembre 1994 à Saint-Maur-des-Fossés (France), est un footballeur international gabonais évoluant au poste de défenseur à Istanbulspor. Il a également évolué en équipe nationale congolaise ainsi que dans les différentes sélections juniores françaises.

## Biographie
David Sambissa nait  le 7 décembre 1994 à Saint-Maur-des-Fossés (France) d'un père gabonais et d'une mère congolaise.

### En club

#### Girondins de Bordeaux (2010-2016)
David Sambissa est contacté pour des tests avec les Girondins de Bordeaux alors qu'il évolue en U13 au CSM Bonneuil-sur-Marne, dans le Val-de-Marne. Il intégre le centre de formation en 2010. Régulièrement aligné avec la réserve, il ne parvient pas à évoluer au niveau professionnel, malgré quelques apparitions sur le banc de l'équipe première. Il quitte les Girondins en juillet 2016.

#### US Lège-Cap-Ferret (2016-2017)
David Sambissa signe à l'US Lège-Cap-Ferret, club de CFA2, en décembre 2016. La saison de championnat s'achève sur une place dans le ventre mou du classement. Le club remporte toutefois la Coupe d’Aquitaine pour la troisième fois en trois ans grâce à une victoire 2-0 contre la réserve des Girondins de Bordeaux. David Sambissa se signale par un but marqué à la 88e minute contre ses ancien coéquipiers.

#### Jong FC Twente (2017-2018)
David Sambissa est recruté par le Jong FC Twente, qui est l'équipe réserve du FC Twente, avec pour objectif de progresser au point d'évoluer en équipe première,.

#### Cambuur Leeuwarden (2018-2023)
Le 23 avril 2018, il signe un contrat d’un an (avec une option d’une année supplémentaire) avec le Cambuur Leeuwarden qui évolue en deuxième division.
Lors de la saison 2019-2020, il perd sa place de titulaire au profit d’Alex Bangura.

#### Istanbulspor (2023-)
Le 12 juillet 2023, il s'engage à Istanbulspor. Le club stambouliote termine la saison 2023-2024 en dernière position du Süper Lig avec la pire défense et est donc relégué au niveau inférieur.

### En sélection
Entre 2011 et 2014, David Sambissa intègre différentes catégories des équipes de France juniores pour un total de 2 buts en 9 rencontres.
En 2021, il choisit de joueur pour l'équipe du Congo à l'occasion d'un match amical contre le Niger qui se tient le 10 juin.
Quelques jours plus tard, il se déclare séduit par le projet du sélectionneur gabonais Patrice Neveu et rejoint les Panthères. Il honore sa première sélection le 11 octobre 2021 en qualification pour la Coupe du monde 2022 contre l’Angola (victoire 2-0).

## Palamrès
- Coupe d'Aquitaine:
  - Vainqueur: 2017.

## Statistiques
| Saison                | Club                       | Championnat           | Championnat | Championnat | Coupe(s) nationale(s) | Coupe(s) nationale(s) | Total | Total |
| Saison                | Club                       | Division              | M.          | B.          | M.                    | B.                    | M.    | B.    |
| 2012-2013             | Girondins de Bordeaux rés. | 4                     | 3           | 0           | -                     | -                     | 3     | 0     |
| 2013-2014             | Girondins de Bordeaux rés. | 4                     | 7           | 1           | -                     | -                     | 7     | 1     |
| 2014-2015             | Girondins de Bordeaux rés. | 4                     | 19          | 0           | -                     | -                     | 19    | 0     |
| 2015-2016             | Girondins de Bordeaux rés. | 4                     | 24          | 1           | -                     | -                     | 24    | 1     |
| Sous-total            | Sous-total                 | Sous-total            | 53          | 2           | 0                     | 0                     | 53    | 2     |
| 2016-2017             | US Lège-Cap-Ferret         | 5                     | 14          | 0           | 0                     | 0                     | 14    | 0     |
| Sous-total            | Sous-total                 | Sous-total            | 14          | 0           | 0                     | 0                     | 14    | 0     |
| 2017-2018             | Jong FC Twente             | 3                     | 27          | 2           | -                     | -                     | 27    | 2     |
| Sous-total            | Sous-total                 | Sous-total            | 27          | 2           | 0                     | 0                     | 27    | 2     |
| 2018-2019             | Cambuur Leeuwarden         | 2                     | 32          | 0           | 6                     | 0                     | 38    | 0     |
| 2019-2020             | Cambuur Leeuwarden         | 2                     | 28          | 0           | 1                     | 0                     | 29    | 0     |
| 2020-2021             | Cambuur Leeuwarden         | 2                     | 27          | 1           | 2                     | 0                     | 29    | 1     |
| 2021-2022             | Cambuur Leeuwarden         | 1                     | 22          | 3           | 1                     | 0                     | 23    | 3     |
| 2022-2023             | Cambuur Leeuwarden         | 1                     | 18          | 1           | 2                     | 0                     | 20    | 1     |
| Sous-total            | Sous-total                 | Sous-total            | 127         | 5           | 12                    | 0                     | 139   | 5     |
| 2023-2024             | Istanbulspor               | 1                     | 25          | 1           | 1                     | 0                     | 26    | 1     |
| 2024-2025             | Istanbulspor               | 2                     | 27          | 0           | 4                     | 2                     | 31    | 2     |
| Sous-total            | Sous-total                 | Sous-total            | 52          | 1           | 5                     | 2                     | 57    | 3     |
| Total sur la carrière | Total sur la carrière      | Total sur la carrière | 273         | 10          | 17                    | 2                     | 290   | 12    |